# Francismar
Francismar, właśc. Francismar Carioca de Oliveira (ur. 18 kwietnia 1984) – brazylijski piłkarz występujący na pozycji pomocnika.

## Kariera piłkarska
Od 2005 roku występował w América, Cruzeiro EC, Kawasaki Frontale, Tokyo Verdy, EC Juventude, Atlético Goianiense, Ipatinga, Náutico, Grêmio Prudente, ASA, Villa Nova AC, Boa Esporte, Penapolense, Incheon United, CR Vasco da Gama, Tombense, Boavista, Caldense, Democrata, Rio Claro i São Bernardo.

## Statystyki ligowe
| Rozgrywki | Poziom | Kraj     | Mecze | Bramki |
| --------- | ------ | -------- | ----- | ------ |
| Série A   | I      | Brazylia | 43    | 1      |
| Série B   | II     | Brazylia | 96    | 16     |
| Série C   | III    | Brazylia | 11    | 0      |
| Série D   | IV     | Brazylia | 32    | 7      |
| J1 League | I      | Japonia  | 4     | 0      |